# Josef Wagner

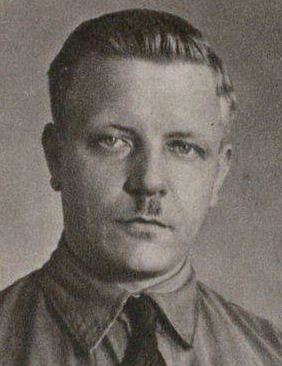
Josef Wagner.

Josef Wagner, född 12 januari 1899 i Algringen, Elsass-Lothringen, Kejsardömet Tyskland, död 22 april eller 2 maj 1945 i Berlin, var en tysk Gauleiter och Obergruppenführer i Sturmabteilung (SA). Han var Gauleiter i Gau Ruhr 1929–1931, Gau Westfalen-Süd 1932–1941 och Gau Schlesien 1934–1940.
I november 1941 fråntog Adolf Hitler Wagner alla ämbeten efter att Wagners hustru hade förbjudit parets dotter att gifta sig med en SS-man. Heinrich Himmler lät Gestapo övervaka Wagner. Efter 20 juli-attentatet mot Hitler 1944 greps Wagner, misstänkt för att ha haft kontakt med de sammansvurna. Omständigheterna kring Wagners död är oklara.